# Маурино (Спасский сельсовет, Вологодский район)
Маурино — деревня в Вологодском районе Вологодской области.
Входит в состав Спасского сельского поселения, с точки зрения административно-территориального деления — в Спасский сельсовет.
Расстояние по автодороге до районного центра Вологды — 28 км, до центра муниципального образования Непотягово — 18 км. Ближайшие населённые пункты — Петровское, Андреевское, Емельяново, Маурино.

## Население
| 2010 |
| ---- |
| 0    |

По переписи 2002 года население — 2 человека.